# Thylactomimus albolateralis
Thylactomimus albolateralis là một loài bọ cánh cứng trong họ Cerambycidae.